# Carmen Jaureguiberry
Carmen María Jaureguiberry Lanza-Castelli de Molina (2 de julio de 1945, Córdoba, Argentina) es una periodista y asistente social argentina.

## Primeros años de vida
Nació en Córdoba, Argentina, el 2 de julio de 1945, para avecindarse en Chile en 1970, estancia que sería definitiva, al construir en este país su familia. 
Se tituló de Asistente Social en la Universidad Católica de Córdoba, Argentina, luego hizo estudios en la Universidad Católica de Lovaina, Bélgica, en la Facultad de Ciencias Políticas y Sociales para posteriormente recibirse de Periodista en la Pontificia Universidad Católica de Chile. 

## Vida profesional
Desarrolló labores periodísticas en la Corporación de Televisión de la Universidad Católica de Chile. En 1978 entra al noticiario central de dicho canal, Teletrece, como lectora del informe meteorólogico. Paralelamente, en 1979, ingresa al equipo del que vendría a ser uno de los programas de corte periodístico y de conversación más prestigiosos de la historia de la televisión chilena, Almorzando en el trece. 
En agosto de 1978 fue la encargada de conducir a nombre de Canal 13, la primera jornada de la preselección chilena para la OTI 1978, junto a Juan Guillermo Vivado, del Canal 9 de la Universidad de Chile, desde el Teatro Oriente de Santiago. Fue una de las primeras presentadoras en hacerse cargo de la conducción en la Primera Teletón. En agosto de 1990 Jaureguiberry abandona el ex canal católico para asumir en octubre de esea año el rol de conductora junto a Sergio Campos de la edición de fin de semana del noticiario central del naciente canal Megavisión, Meganoticias. En dicha función permaneció hasta abril de 1991, cuando se retira de las pantallas televisivas y, en general, de los medios de comunicación.
En la actualidad es directora de comunicaciones de la Universidad Gabriela Mistral. Su última aparición en la pantalla chica fue en el especial de Canal 13 JM por siempre (2008), dedicado al fallecimiento del destacado periodista Julio Martínez, quien fuera por más de una década su compañero de trabajo en Almorzando en el Trece y Teletrece, y en la Teletón 2017, acompañando a su nieto Emiliano Grez.

## Programas de televisión
- Teletrece (Canal 13, 1978-1990)
- Almorzando en el Trece (Canal 13, 1979-1990)
- Preselección Chilena para la OTI (Canal 13, Canal 9 y UCV-TV, 1978)
- Meganoticias Edición Central (Megavisión, 1990-1991)
- Esta Tarde... Magazine (Megavisión, 1990-1991)
- En el Aire (Megavisión, 1991-1992)